# Butte Falls
Butte Falls es una ciudad ubicada en el condado de Jackson en el estado estadounidense de Oregón. En el año 2009 tenía una población de 445 habitantes y una densidad poblacional de 423.7 personas por km².

## Geografía
Butte Falls se encuentra ubicada en las coordenadas 42°32′33″N 122°34′3″O / 42.54250, -122.56750.

## Demografía
Según la Oficina del Censo en 2000 los ingresos medios por hogar en la localidad eran de $23,750, y los ingresos medios por familia eran $30,132. Los hombres tenían unos ingresos medios de $27,188 frente a los $14,875 para las mujeres. La renta per cápita para la localidad era de $11,511. Alrededor del 22.1% de la población estaban por debajo del umbral de pobreza.